# Karavanke
Karavánke (nemško Karawanken) so gorska veriga, ki se razteza od tromeje med Slovenijo, Avstrijo in Italijo pa vse do Hrvaške. So eno izmed treh slovenskih gorovij, kjer višine vrhov presegajo 2000 m.

## Ime
Ime Karavanke so poznali že v antiki v obdobju Ptolemaja, čeravno ga niso uporabljali v današnjem pomenu. V srednjem veku so Karavanke , kot jih pojmujemo danes, imenovali Creines mons (tj. Kranjsko gorovje), v 19. stoletju pa se je ponovno uveljavilo staro Ptolemajevo ime.

## Obseg
Karavanke so najdaljše slovensko pogorje. Njihova slemena z najvišjim vrhom Stolom (2236 m nmv), se vlečejo 120 km daleč od Trbiža do Slovenj Gradca; od Uršlje gore (1699 m) in Pece (2126 m), preko Vitanjsko-Konjiških hribov, Boča, Donačke gore in Maclja na Hrvaško.
Skupaj z Ziljskimi in Karnjskimi Alpami tvorijo Dravsko gorsko skupino.
Karavanke skupaj s Kamniško-Savinjskimi Alpami tvorijo naravno ločnico med Avstrijsko Koroško in Gorenjsko. Čez karavanške prelaze potekajo pomembne trgovske poti med Zahodno in Jugovzhodno Evropo. Eden izmed njih je tudi Ljubelj (1370 m), ki je bil trgovska pot že v antiki, kot cesta pa od 14. st. dalje in naj bi bil eden prvih cestnih prelazov v Evropi, drugi so še Korensko sedlo (Wurzenpass), Jezerski vrh (Seeberg-Sattel). Danes potekata pod Karavankami Avtocestni predor Karavanke, ki povezuje Ljubljano z Beljakom v Avstriji. Predor je nastal vzporedno s prvotnim železniškim predorom.
Veliko število planinskih koč in označenih planinskih poti ponuja obilico možnosti za izletnike. Veliko vrhov odlikuje lep razgled na Celovec in okolico, na Ljubljansko kotlino ter Štajersko.
Slovenski del karavanškega pogorja delimo na: Severne Karavanke, Srednjekaravanško podolje, Zahodne Karavanke, Vzhodne Karavanke, Srednje Karavanke, Južne Karavanke, Mežiško-Solčavske Karavanke in Vitanjsko-Konjiške Karavanke ter Boč z Donačko goro.

## Naravne znamenitosti
Karavanke so polne naravnih lepot. Posebno pozornost vzbujajo nekatere erozijske oblike, kakor so mogočne krnice, npr. zatrepa Poden in Rute na avstrijski strani, ter slikovita Dovžanova soteska nad Tržičem in globoka soteska Čepa (Tscheppaschlucht) v Podljubelju (Unterloibl), ter še več manjših sotesk v Zgornji Savski dolini.
Naravna znamenitost so tudi narcise, ključavnice (Narcissus poeticus radiiflorus) v jeziku domačinov, v Planini pod Golici in Javorniškem rovtu ter na Golici sami, ki v času pozno pomladanskega cvetenja rastejo tako na gosto po prostranih senožetih, da je videti, kot bi sneg na novo zapadel.

## Geopark Karavanke
Geopark Karavanke, nemško Geopark Karawanken, je čezmejno območje v Sloveniji in Avstriji z izjemno geološko dediščino. Od 21. marca 2013 član Evropske mreže geoparkov (EGN), ki jih je 54 iz 18 držav in Globalne mreže geoparkov (GGN) pod okriljem organizacije UNESCO, ki jih je 92.

## Pomembnejši vrhovi
- Stol (2236 m)
- Vrtača (2180 m)
- Kepa (2143 m)
- Košuta (2133 m)
- Peca (2126 m)
- Veliki vrh v Košuti (2088 m)
- Begunjščica (2063 m)
- Košutica (1968 m)
- Dovška Baba (1892 m)
- Golica (1835 m)
- Klek (1754 m)
- Uršlja gora (1699 m)